# Ludwik II Żelazny
Ludwik II Żelazny, niem. Ludwig II. der Eiserne (ur. ok. 1128 r., zm. 14 października 1172 r. w Neuenburgu) – landgraf Turyngii od 1140 r. z dynastii Ludowingów.

## Życiorys
Ludwik II Żelazny był najstarszym synem landgrafa Turyngii Ludwika I oraz Jadwigi, córki hrabiego Gizona IV z Gudensbergu. Mimo młodego wieku, po śmierci ojca w 1140 r. został potwierdzony przez króla Niemiec Konrada III jako landgraf Turyngii. Posiadłości rodzinne w Hesji pozostawił swemu młodszemu bratu, Henrykowi Raspemu II. Kontynuował politykę ojca przyjazną Hohenstaufom, m.in. poślubił w 1150 r. Juttę, siostrę późniejszego króla i cesarza Fryderyka I Barbarossy, z którym aż do śmierci łączyły go bliskie stosunki. W 1157 r. wziął udział w wyprawie cesarskiej do Polski, później w wyprawie do Włoch. 
Po matce odziedziczył posiadłości gizońskie w Hesji i nad Renem, przez co powstał konflikt o wpływy polityczne w tym regionie Ludwika z arcybiskupami Moguncji. W 1160 r. Ludwik wywołał spór o obsadzenie stanowiska arcybiskupiego, a po ucieczce arcybiskupa Konrada Wittelsbacha w 1165 r. zdewastował terytoria należące do arcybiskupstwa. Później uczestniczył w wojnach przeciwko Henrykowi Lwowi, z którym pogodził się jednak w 1168 r. 
W 1172 r. wziął udział w drugiej wyprawie cesarza do Polski. W drodze powrotnej zachorował i zmarł. Tradycja daje o nim sprzeczne wspomnienie. Według Ceasariusa von Heisterbach był rabusiem kościołów i tyranem. Z kolei mogunckie źródło z XIII w. obdarza go przydomkiem "Prawy", a przydomek "Żelazny" pochodzi z późnośredniowiecznej opowieści, w której Ludwik przedstawiony jest jako obrońca biednych i słabych przed nadużyciami możnych.

## Potomkowie
Ludwik Żelazny poślubił w 1150 r. Juttę, córkę księcia Szwabii Fryderyka II Jednookiego z dynastii Hohenstaufów. Mieli pięcioro dzieci:
- Ludwik III Pobożny (ur. ok. 1152, zm. 1190), landgraf Turyngii, palatyn saski,
- Herman I (ur. ok. 1152, zm. 1217), landgraf Turyngii, palatyn saski,
- Henryk Raspe III (ur. ?, zm. 1180), hrabia Hesji,
- Fryderyk (ur. ok. 1165, zm. 1213), hrabia Ziegenhain,
- Jutta (ur. ok. 1170, zm. ?), żona hrabiego Ravensbergu Hermana III.